# Лаптиш
Лаптиш (Міжколгоспний) — колишнє гирло Дунаю, тепер канал, який здійснює подачу дунайської води на Кілійську рисову і Татарбунарську зрошувальні системи. Розташований в Одеській області, протікає через села Шевченкове. та Приморське. Канал Лаптиш відходить вліво від Кілійського гирла Дунаю на 39,1 км.  Довжина каналу 6,96 км, проєктна ширина 40-60 м.
Канал прорито через низинну місцевість до бухти Жебріянська. По каналу подається вода в Стенцівсько-Жебріянівські плавні, він є джерелом поповнення каскаду водосховищ: Козійського, Дмитрівського, Нерушайського, Дракулівського та Кагачського. Водоподачання на зрошувальні системи йде з річки Дунай самостійним потоком, далі здійснюється системою головних і підкачувальних насосних станцій, транспортних каналів і  водосховищ. 
Канал побудовано у 1956-1957 роках. 1969 року введено в експлуатацію канал «Дунайський», який став продовженням каналу «Міжколгоспний» і передбачений для подачі води до Татарбунарської зрошувальної системи на території Кілійського, Татарбунарського та Арцизького районів. Після реконструкції 1971 року з'єднані між собою канали Міжколгоспний та Дунайський мають загальну довжину 25,87 км. Проєктна пропускна здатність каналу складає 51 м3/с.
Через постійне замулювання каналу наносами з Дунаю на ньому утворюються перекати заввишки до трьох метрів. Ці перекати зменшують поперечний переріз каналу і в меженний період при низьких рівнях води в Дунаю порушується водообмін в Стенцівсько-Жебріянівських плавнях та режим водоподачі на зрошувальні системи, зокрема на Кілійську і Мічуринську рисові зрошувальні системі, а також на Татарбунарську, Виноградівську, Дмитрівську і Ново-Кагацьку зрошувальні системи.
Через недостатнє фінансування робіт з розчищення в головній частині каналу станом на 2021 рік утворився острів із деревоподібною рослинністю довжиною 200 метрів та шириною 20 метрів, а на окремих ділянках глибина  становить 15-20 см. У пік поливного сезону насосні станції не можуть працювати на повну потужність. У 2022 році з бюджету Одеської облсті профінансовано роботи по розчищенню каналу і розпочато його розчищення. 